# Аведиков Овдій Карпович
Овді́й Карпович Аве́диков (нар. 1877 — пом. червень 1919, Харків) — український актор і антрепренер. Чоловік Єлизавети, батько Віктора та Петра Аведикових, дід Тетяна Авдієнко.

## Життєпис
Народився 1877 року. 1888 року дебютуваву трупі свого дядька — Леоніда Івановича Аведикова. Також працював у трупі О. Л. Суходольського і утримував власні трупи.
1895 роду його трупа прибула в поселення Крюків на Дніпрі, де він познайомився з 17-річною Лізою Потоцькою, дівчиною з бідної солдатської родини, яка стала його дружиною і згодом відомою акторкою.
1919 року став одним з організаторів Харківського першого українського радянського зразкового театру. Помер у червні 1919 року.